# Félicite Bada
Félicite Bada, född 14 mars 1962, är en friidrottare från Benin. Hon deltog vid olympiska sommarspelen 1988.